# Thiago Seyboth Wild
Thiago Seyboth Wild (* 10. března 2000 Marechal Cândido Rondon) je brazilský profesionální tenista. Ve své dosavadní kariéře na okruhu ATP Tour vyhrál jeden singlový turnaj ve dvouhře, když triumfoval na Chile Open 2020. Na challengerech ATP a okruhu ITF získal šest titulů ve dvouhře a čtyři ve čtyřhře.
Na žebříčku ATP byl ve dvouhře nejvýše klasifikován v květnu 2024 na 58. místě a ve čtyřhře v květnu 2023 na 197. místě. Trénuje ho Carlos Eduardo Matos. Dříve tuto roli plnil bývalý brazilský tenista João Zwetsch.
V brazilském daviscupovém týmu debutoval v roce 2020 zápasem proti Austrálii, v němž nestačil ve dvouhře na Johna Millmana. Do září 2025 v soutěži nastoupil k čtyřem mezistátním utkáním s bilancí 1–3 ve dvouhře a 0–0 ve čtyřhře.
Brazílii reprezentoval na Letních olympijských hrách 2024 v Paříži, kde v úvodu dvouhry podlehl Argentinci Tomási Martínu Etcheverrymu. Do mužské čtyřhry zasáhl s Thiagem Monteirem. Ve druhém kole nestačili na pozdější americké stříbrné medailisty Krajicka s Ramem. Po boku Luisy Stefaniové si zahrál i smíšenou soutěž. Časnou porážku jim přivodili rovněž pozdější stříbrní medailisté Wang Sin-jü s Čangem Č’-čenem. 

## Tenisová kariéra
Ve dvouhře okruhu ATP Tour debutoval na Brasil Open 2018 v roli divoké karty. V úvodním kole neudržel náskok setu proti Argentinci Carlosi Berlocqovi a prohrál. První výhru v hlavní soutěži na okruhu pak zaznamenal na stejném turnaji o rok později, když zdolal Švéda Ymera. V prvním kole Rio Open 2020 porazil v prvním kole po třech hodinách a padesáti minutách Španěla Alejandra Davidoviche Fokinu. Zápas se stal nejdelším utkáním hlavní soutěže na túře ATP Tour od semifinále Mutua Madrilena Madrid 2009. Ve druhé fázi byl nad jeho síly hráč první světové čtyřicítky Borna Ćorić.

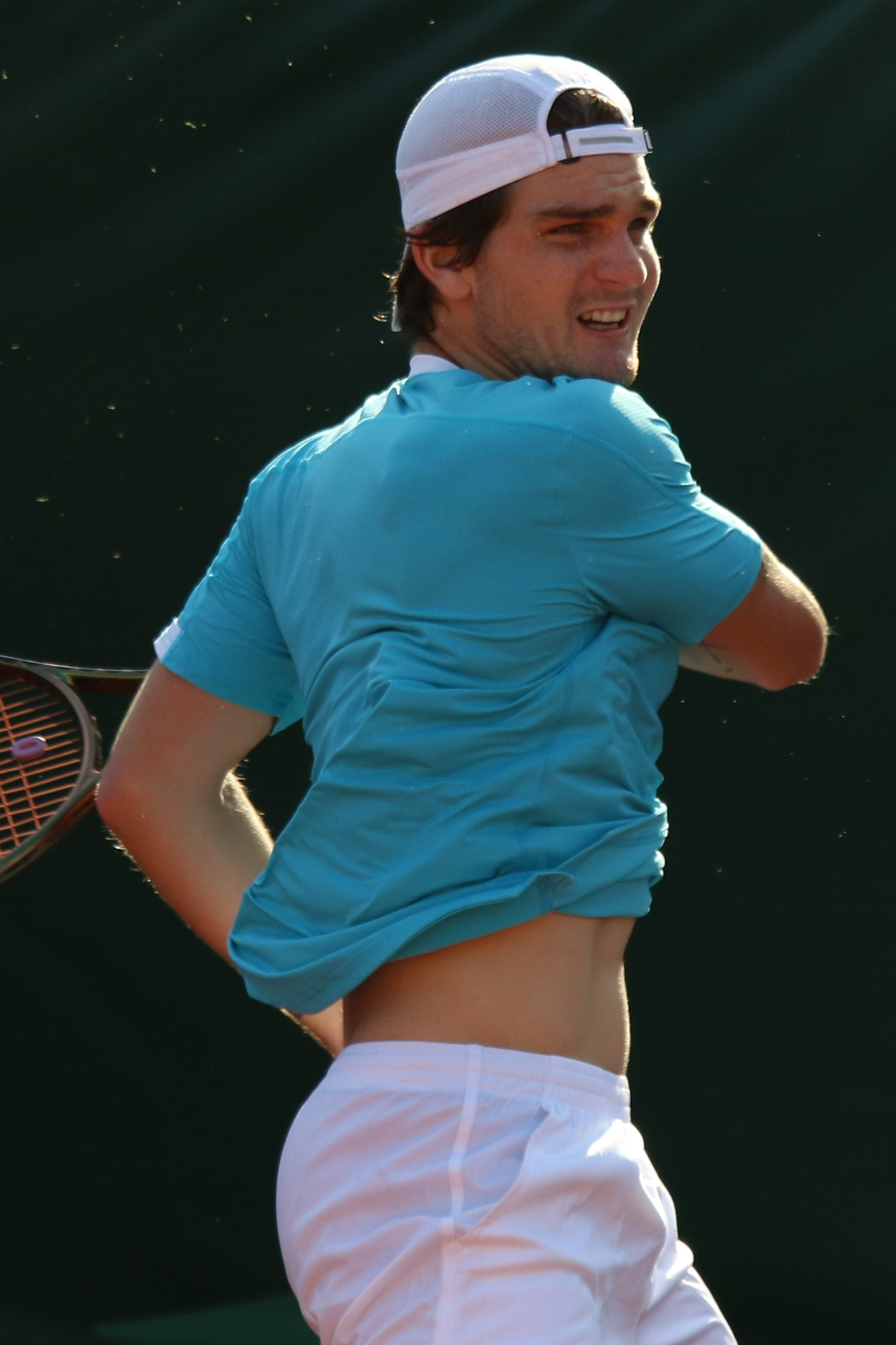
Forhend v kvalifikaci French Open 2022

První titul získal na antukovém Chile Open 2020 v chilské metropoli Santiagu. Do dvouhry zasáhl na divokou kartu. V soutěži postupně porazil Argentince Facunda Bagnise a Juana Ignacia Londera, ve čtvrtfinále nasazenou jedničku a osmnáctého hráče žebříčku Cristiana Garína, který zápas skrečoval po prohraném prvním setu. V semifinále na jeho raketě skončil Renzo Olivo. Seyboth Wild se stal prvním brazilským finalistou turnaje ATP od dubna 2017. Ve svém premiérovém finále přehrál o dva roky staršího, druhého nasazeného Nora Caspera Ruuda ve třech sadách. V následném vydání žebříčku si polepšil o 69 příček na 113. pozici a stal se tak brazilskou tenisovou dvojkou. V 19 letech se rovněž stal nejmladším a – jako 182. hráč světa – nejníže postaveným brazilským vítězem na túře ATP, prvním šampionem narozeným v roce 2000 i nejmladším v sérii Golden Swing, hrané ve Střední a Jižní Americe, od titulu 18letého Nadala v Acapulku 2005.
Jako 172. hráč žebříčku poprvé prošel pařížskou kvalifikací na French Open 2023. V úvodu hlavní soutěže si připsal první vítězný zápas na grandslamu, když vyřadil světovou dvojku Daniila Medveděva po pětisetové bitvě. Na Roland Garros se stal nejníže postaveným singlistou, který v úvodu vyřadil světovou dvojku, od výhry 213. hráče Mariana Zabalety nad Petrem Kordou v roce 1998. Turnajová dvojka v Paříži naposledy předtím v úvodním kole prohrála v roce 2000, když vypadl Pete Sampras. Na grandslamu se tak naposledy stalo na Australian Open 2002.
Na sociálních sítích 25. března 2020 oznámil, že měl pozitivní test na koronavirus. Stal se tak vůbec prvním tenistou, který oficiálně toto onemocnění prodělal.

## Finále na okruhu ATP Tour
| Legenda                     |
| --------------------------- |
| D – dvouhra; Č – čtyřhra    |
| Grand Slam (0)              |
| Turnaj mistrů (0)           |
| ATP Tour Masters 1000 (0)   |
| ATP Tour 500 (0)            |
| ATP Tour 250 (1–0 D; 0–1 Č) |

### Dvouhra: 1 (1–0)
| Stav  | č. | datum       | turnaj          | kategorie | povrch | soupeř ve finále | výsledek      |
| ----- | -- | ----------- | --------------- | --------- | ------ | ---------------- | ------------- |
| Vítěz | 1. | březen 2020 | Santiago, Chile | ATP 250   | antuka | Casper Ruud      | 7–5, 4–6, 6–3 |

### Čtyřhra: 1 (0–1)
| Stav      | č. | datum       | turnaj          | kategorie | povrch | spoluhráč   | soupeři ve finále                  | výsledek          |
| --------- | -- | ----------- | --------------- | --------- | ------ | ----------- | ---------------------------------- | ----------------- |
| Finalista | 1. | březen 2023 | Santiago, Chile | ATP 250   | antuka | Matías Soto | Andrea Pellegrino Andrea Vavassori | 4–6, 6–3, [10–12] |

## Finále na challengerech ATP a okruhu Futures
| Legenda                    |                          |
| D – dvouhra; Č – čtyřhra   | D – dvouhra; Č – čtyřhra |
| -------------------------- | ------------------------ |
| Challengery (5–3 D; 1–1 Č) |                          |
| Futures (3–2 D; 3–1 Č)     |                          |

### Dvouhra: 13 (8–5)
| Stav      | č. | datum         | turnaj                          | povrch | soupeř ve finále         | výsledek           |
| --------- | -- | ------------- | ------------------------------- | ------ | ------------------------ | ------------------ |
| Finalista | 1. | říjen 2017    | Antalya, Turecko                | antuka | Jordi Samper-Montaña     | 6–0, 4–6, 4–6      |
| Vítěz     | 1. | listopad 2017 | Antalya, Turecko                | antuka | Riccardo Bonadio         | 6–4, 6–4           |
| Vítěz     | 2. | duben 2018    | São José do Rio Preto, Brazílie | antuka | Camilo Ugo Carabelli     | 7–6(7–5), 6–3      |
| Finalista | 2. | květen 2018   | Curitiba, Brazílie              | antuka | João Lucas Reis da Silva | 7–6(7–1), 3–6, 2–6 |
| Vítěz     | 3. | červen 2019   | Montauban, Francie              | antuka | Hugo Gaston              | 6–4, 6–2           |
| Vítěz     | 4. | listopad 2019 | Guayaquil, Ekvádor              | antuka | Hugo Dellien             | 6–4, 6–0           |
| Finalista | 3. | září 2020     | Aix-en-Provence, Francie        | antuka | Oscar Otte               | 2–6, 7–6(7–4), 4–6 |
| Finalista | 4. | březen 2023   | Santiago, Chile                 | antuka | Hugo Dellien             | 6–3, 3–6, 3–6      |
| Vítěz     | 5. | březen 2023   | Viña Del Mar, Chile             | antuka | Hugo Gaston              | 7–5, 6–1           |
| Vítěz     | 6. | duben 2023    | Buenos Aires, Argentina         | antuka | Luciano Darderi          | 6–3, 6–3           |
| Vítěz     | 7. | září 2023     | Como, Itálie                    | antuka | Pedro Martínez           | 5–7, 6–2, 6–3      |
| Vítěz     | 8. | září 2023     | Janov, Itálie                   | antuka | Fabio Fognini            | 6–2, 7–6(7–3)      |
| Finalista | 5. | září 2024     | Bad Waltersdorf, Rakousko       | antuka | Jaume Munar              | 2–6, 1–6           |

### Čtyřhra: 6 (4–2)
| Stav      | č. | datum         | turnaj                  | povrch | spoluhráč               | soupeři ve finále                          | výsledek                   |
| --------- | -- | ------------- | ----------------------- | ------ | ----------------------- | ------------------------------------------ | -------------------------- |
| Vítěz     | 1. | listopad 2017 | Antalya, Turecko        | antuka | Diego Hidalgo           | Koray Kırcı Takashi Saito                  | 6–2, 6–3                   |
| Vítěz     | 2. | květen 2018   | Brasília, Brazílie      | antuka | Tomás Martín Etcheverry | Oscar José Gutierrez Igor Marcondes        | 6–7(1–7), 7–6(7–3), [11–9] |
| Finalista | 1. | červen 2019   | Montauban, Francie      | antuka | Dan Added               | Alejandro Gomez Junior Alexander Ore       | 2–6, 2–6                   |
| Vítěz     | 3. | červenec 2019 | Ajaccio, Francie        | tvrdý  | Yanais Laurent          | Fabian Fallert Hendrik Jebens              | 6–4, 1–6, [10–8]           |
| Finalista | 2. | listopad 2019 | Guayaquil, Ekvádor      | antuka | Pedro Sakamoto          | Ariel Behar Gonzalo Escobar                | 6–7(4–7), 6–7(5–7)         |
| Vítěz     | 1. | duben 2023    | Buenos Aires, Argentina | antuka | Francisco Comesaña      | Hernán Casanova Santiago Rodríguez Taverna | 6–3, 6–7(5–7), [10–6]      |

## Finále na juniorském Grand Slamu

### Dvouhra juniorů: 1 (1–0)
| Stav  | rok  | turnaj  | povrch | soupeř ve finále | výsledek      |
| ----- | ---- | ------- | ------ | ---------------- | ------------- |
| Vítěz | 2018 | US Open | tvrdý  | Lorenzo Musetti  | 6–1, 2–6, 6–2 |